# Chung kết Cúp FA 1970
Chung kết Cúp FA 1970 diễn ra giữa Chelsea và Leeds United. Trận đấu diễn ra vào ngày 11 tháng 4 năm 1970 trên Sân vận động Wembley và kết thúc với tỉ số 2–2, khiến cho đây trở thành trận chung kết Cúp FA đầu tiên cần sử dụng trận đá lại kể từ 1912. Trận đấu đá lại được tổ chức trên sân Old Trafford vào ngày 29 tháng Tư; sau bốn giờ thi đấu bóng đá quyết liệt, Chelsea giành chiến thắng 2–1. Tính tới 2016, cả trận chung kết và đá lại là lần cuối cùng chung kết Cúp FA được diễn ra vào tháng Tư; tất cả các trận chung kết Cúp FA sau đó đều diễn ra vào tháng Năm.
Leeds và Chelsea là hai đội bóng hàng đầu của Anh năm đó, kết thúc lần lượt ở vị trí thứ 2 và 3 tại First Division. Trận đấu đánh dấu cuộc đụng độ đối lập trong bóng đá: Chelsea được coi là những người miền nam "rực rỡ", còn Leeds được gọi là những người miền bắc không khoan nhượng. Cả hai chưa từng Cúp FA trước đó, lần gần nhất là dành á quân, Leeds năm 1965 còn Chelsea năm 1967.
Đây là lần duy nhất trong giai đoạn 1923 và 2000 trận chung kết FA Cup diễn ra trên một sân khác mà không phải Wembley. Trận đá lại thu hút hơn 28 triệu khán giả truyền hình Anh Quốc, cao thứ hai trong lịch sử Anh Quốc dành cho một chương trình truyền hình thể thao (xếp sau Chung kết World Cup 1966), và cao thứ sáu trong lịch sử phát sóng của Anh Quốc. It has been ranked among the greatest ever FA Cup finals.

## Đường tới Wembley
Đội chủ nhà được xếp trước. 
| Vòng 3: Chelsea 3–0 Birmingham City Vòng 4: Chelsea 2–2 Burnley Đá lại: Burnley 1–3 Chelsea Vòng 5: Crystal Palace 1–4 Chelsea Vòng 6: Queens Park Rangers 2–4 Chelsea Bán kết: Watford 1–5 Chelsea (tại White Hart Lane, Luân Đôn) | Vòng 3: Leeds United 2–1 Swansea City Vòng 4: Sutton United 0–6 Leeds United Vòng 5: Leeds United 2–0 Mansfield Town Vòng 6: Swindon Town 0–2 Leeds United Bán kết: Manchester United 0–0 Leeds United (tại Sân vận động Hillsborough, Sheffield) Đá lại: Leeds United 0–0 Manchester United (tại Villa Park, Birmingham) Đá lại: Leeds United 1–0 Manchester United (tại Burnden Park, Bolton) |

## Chi tiết trận đấu

### Wembley
| Chelsea                       | 2–2 (h.p.) | Leeds United             |
| ----------------------------- | ---------- | ------------------------ |
| Houseman 41' · Hutchinson 86' | (Chi tiết) | Charlton 20' · Jones 84' |

| Chelsea | Leeds United |

|                  |    |                 |  |     |
|                  |    |                 |  |     |
| GK               | 1  | Peter Bonetti   |  |     |
| RB               | 2  | David Webb      |  |     |
| LB               | 3  | Eddie McCreadie |  |     |
| CM               | 4  | John Hollins    |  |     |
| CB               | 5  | John Dempsey    |  |     |
| CB               | 6  | Ron Harris (c)  |  | 46' |
| RM               | 7  | Tommy Baldwin   |  |     |
| CM               | 8  | Peter Houseman  |  |     |
| CF               | 9  | Peter Osgood    |  |     |
| CF               | 10 | Ian Hutchinson  |  |     |
| LM               | 11 | Charlie Cooke   |  |     |
| Dự bị:           |    |                 |  |     |
| DF               | 12 | Marvin Hinton   |  | 46' |
| Huấn luyện viên: |    |                 |  |     |
| Dave Sexton      |    |                 |  |     |

|                  |    |                   |  |
|                  |    |                   |  |
| GK               | 1  | Gary Sprake       |  |
| RB               | 2  | Paul Madeley      |  |
| LB               | 3  | Terry Cooper      |  |
| CM               | 4  | Billy Bremner (c) |  |
| CB               | 5  | Jack Charlton     |  |
| CB               | 6  | Norman Hunter     |  |
| RM               | 7  | Peter Lorimer     |  |
| CF               | 8  | Allan Clarke      |  |
| CF               | 9  | Mick Jones        |  |
| CM               | 10 | Johnny Giles      |  |
| LM               | 11 | Eddie Gray        |  |
| Dự bị:           |    |                   |  |
| MF               | 12 | Mick Bates        |  |
| Huấn luyện viên: |    |                   |  |
| Don Revie        |    |                   |  |

Điều lệ
- 90 phút.
- 30 phút hiệp phụ nếu cần.
- Đá lại nếu vẫn hòa.
- Đăng ký một cầu thủ dự bị

### Old Trafford
| Chelsea                | 2–1 (h.p.) | Leeds United |
| ---------------------- | ---------- | ------------ |
| Osgood 78' · Webb 104' | (Chi tiết) | Jones 35'    |

|  |  |

|                  |    |                 |  |      |
|                  |    |                 |  |      |
| GK               | 1  | Peter Bonetti   |  |      |
| RB               | 2  | Ron Harris (c)  |  |      |
| LB               | 3  | Eddie McCreadie |  |      |
| CM               | 4  | John Hollins    |  |      |
| CB               | 5  | John Dempsey    |  |      |
| CB               | 6  | David Webb      |  |      |
| RM               | 7  | Tommy Baldwin   |  |      |
| CM               | 8  | Charlie Cooke   |  |      |
| CF               | 9  | Peter Osgood    |  | 112' |
| CF               | 10 | Ian Hutchinson  |  |      |
| LM               | 11 | Peter Houseman  |  |      |
| Dự bị:           |    |                 |  |      |
| DF               | 12 | Marvin Hinton   |  | 112' |
| Huấn luyện viên: |    |                 |  |      |
| Dave Sexton      |    |                 |  |      |

|                  |    |                   |  |
|                  |    |                   |  |
| GK               | 1  | David Harvey      |  |
| RB               | 2  | Paul Madeley      |  |
| LB               | 3  | Terry Cooper      |  |
| CM               | 4  | Billy Bremner (c) |  |
| CB               | 5  | Jack Charlton     |  |
| CB               | 6  | Norman Hunter     |  |
| RM               | 7  | Peter Lorimer     |  |
| CF               | 8  | Allan Clarke      |  |
| CF               | 9  | Mick Jones        |  |
| CM               | 10 | Johnny Giles      |  |
| LM               | 11 | Eddie Gray        |  |
| Dự bị:           |    |                   |  |
| MF               | 12 | Mick Bates        |  |
| Huấn luyện viên: |    |                   |  |
| Don Revie        |    |                   |  |

Điều lệ
- 90 phút.
- 30 phút hiệp phụ nếu cần.
- Đá lại nếu vẫn hòa.
- Đăng ký một cầu thủ dự bị